# 남하초등학교 지산분교
남하초등학교 지산분교는 경상남도 거창군에 있었던 공립 초등학교이다.

## 연혁
- 1936.05.01 남하공립보통학교 지산간이학교 설립인가
- 1943.04.01 남하제2공립국민학교 승격 인가
- 1993.03.01 남하국민학교 지산분교
- 1998.03.01 폐교(남하초등학교로 통합)